# J. P. Manoux
Jean-Paul Christophe Manoux  (n. 8 iunie 1969) este un actor de film american.
| - Weather Girl (2009) - Bolt (2008) - Trailer Park of Terror (2008) - Minutemen (2008) - Finding Amanda (2008) - Transformers (2007) - Knocked Up (2007) - Reno 911!: Miami (2007) - What We Do Is Secret (2007) - The Beach Party at the Threshold of Hell (2006) - The Trouble with Dee Dee (2005) - The Island (2005) - Tennis, Anyone? (2005) - Meet the Fockers (2004) - The Day After Tomorrow (2004) - Starship Troopers 2: Hero of the Federation (2004) - Scooby Doo 2: Monsters Unleashed (2004) - EuroTrip (2004) - Malibu's Most Wanted (2003) - Scooby-Doo (2002) - Crazy as Hell (2002) - Beer Money (2001) - Ocean's Eleven (2001) - Mickey's Magical Christmas: Snowed in at the House of Mouse (2001) - Running Mates (2000) - Our Lips Are Sealed (2000) - Galaxy Quest (1999) - The Auteur Theory (1999) - Caroline in the City (1999) - Treasure Island (1999) - The Darwin Conspiracy (1999) - Breakfast with Einstein (1998) - Art House (1998) - Fairfax Fandango (1997) - Clinic E (1996) - Pumpkin Head II: Blood Wings (1994) | - True Jackson VP - Waiter. (2010) - Aaron Stone - S.T.A.N. (2009-present) - ER - Dr. Dustin Crenshaw (2006-2008) - The Emperor's New School - Kuzco (2006-2008) - Cavemen (2007) - Monk (2007) - In Case of Emergency (2007) - Phil of the Future - Vice Principal Hackett, Curtis (2004-2006) - The Replacements (2006) - Crossing Jordan (2006) - Scrubs (2006) - How I Met Your Mother (2005) - Dante (2005) - Unscripted (2005) - Half & Half (2004) - Higglytown Heroes - Pizza Guy (2004) - Smallville (2004) - My Wife and Kids (2004) - Clerks the Animated Series - Randal Graves (2004-2008) - Reno 911! - Naked Armenian (2003-2004) - Less Than Perfect (2003) - Charmed (2003) - The District (2002) - Sabrina, the Teenage Witch (2002) - Yes, Dear (2002) - Will & Grace (2002) - Even Stevens (2002) - Birds of Prey (2002) - Eddie & Vince (2001) - Grounded for Life (2001) - The Hughleys (2001) - The Wayne Brady Variety Show (2001) - The King of Queens (2001) - Nash Bridges (2001) - Nikki (2001) - House of Mouse - Kuzco (2001) - The Norm Show (2000) - Angel (2000) - Bull (2000) - Opposite Sex (2000) - The Drew Carey Show (2000) - Shasta McNasty (2000) - Brutally Normal (2000) - Stark Raving Mad (2000) - Oh, Grow Up (1999) - Inspector Gadget (1999) - Just Shoot Me! (1998-1999) - Suddenly Susan (1999) - Becker (1998) - Reunited (1998) - Maggie (1998) - 3rd Rock from the Sun (1998) - For Your Love (1998) - Working (1997) - ER (1996) |

1. ↑  Library of Congress Authorities, accesat în 1 august 2021